# Лановецкий район
Ланове́цкий райо́н (укр. Лановецький район) — упразднённая административная единица на востоке Тернопольской области Украины. Административный центр — город Лановцы.

## Географическое положение
Район граничил на севере с Шумским, на юге — с Подволочисским, на западе — со Збаражским районами Тернопольской области, на востоке — с Белогорским и Теофипольским районами Хмельницкой области.
Площадь — 632 км² (15-е место среди районов).
Основные реки —
Бугловка,
Горынь,
Горынька,
Жердь,
Жирак,
Свиноройка,
Синявка.

## История
Образован в 1940 году. В 1962—1965 территория района входила в состав Збаражского района. В ходе административно-территориальной реформы в Украине, в 2020 году район был упразднён, его территория вошла в состав Кременецкого района. На территории района были сформированы Барсуковская и Лановецкая территориальные общины. Территория Карначевского сельского совета вошла в состав Збаражской городской общины Тернопольского района.

## Демография
Население района составляло 28 833 человека (данные 2019 г.), в том числе в городских условиях проживают 8434 человека, в сельских — 20 399 человек.

## Административное устройство
На момент расформирования район включал в себя::
| - Городских советов: 1 - Сельских советов: 26 | - Городов: 1 - Сёл: 52 |

### Местные советы[5]
| - Лановецкий городской совет - Акимовский сельский совет - Барсуковский сельский совет - Белозирский сельский совет - Бережанский сельский совет - Борщовский сельский совет - Бугловский сельский совет - Ванжуловский сельский совет - Великокусковецкий сельский совет - Вербовецкий сельский совет - Верещаковский сельский совет - Влащинецкий сельский совет - Вышгородокский сельский совет - Гриньковский сельский совет | - Загорцевский сельский совет - Иванковецкий сельский совет - Карначевский сельский совет - Краснолукский сельский совет - Лопушненский сельский совет - Малобелковский сельский совет - Молотковский сельский совет - Москалевский сельский совет - Передмирский сельский совет - Печорнянский сельский совет - Снегуровский сельский совет - Чайчинецкий сельский совет - Юськовецкий сельский совет |

### Населённые пункты[6]
| с. Акимовцы с. Барсуки с. Белозирка с. Бережанка с. Борщовка с. Буглов с. Ванжулов с. Великая Белка с. Великие Кусковцы с. Вербовец с. Верещаки с. Влащинцы с. Волица с. Вышгородок | с. Грибова с. Гриньки с. Жуковцы с. Загорцы с. Иванковцы с. Карначевка с. Козачки с. Коржковцы с. Коростова с. Краснолука с. Кутыска г. Лановцы с. Лопушное с. Люлинцы | с. Малая Белка с. Малая Карначевка с. Малая Снегуровка с. Малые Кусковцы с. Маневое с. Мартышковцы с. Михайловка с. Молотков с. Москалевка с. Нападовка с. Огрызковцы с. Оришковцы с. Осники с. Пахиня | с. Передмирка с. Печорна с. Плиска с. Синевцы с. Снегуровка с. Соколовка с. Татаринцы с. Чайчинцы с. Шилы с. Шушковцы с. Юськовцы |